# Редиголе (Тревизо)
Редиголе је насеље у Италији у округу Тревизо, региону Венето.
Према процени из 2011. у насељу је живело 109 становника. Насеље се налази на надморској висини од 4 м.